# Stechrochenartige
Die Stechrochenartigen (Myliobatiformes) sind die am höchsten entwickelte und spezialisierteste Ordnung der Rochen (Batoidea). Sie bewohnen vor allem tropische, subtropische und gemäßigte Zonen aller Weltmeere. Zu ihnen gehören die bekannten Mantarochen (Manta), obwohl sie stachellos sind, und die südamerikanischen Süßwasserstechrochen (Potamotrygonidae), die einzige Familie der Knorpelfische (Chondrichtyes), die ausschließlich im Süßwasser vorkommt.

## Merkmale
Kopf, Rumpf und die Brustflossen der Stechrochenartigen bilden eine breite, rautenförmige, ovale oder dreieckige Körperscheibe. Bei einigen Formen, die das Leben auf dem Meeresboden aufgegeben haben, haben sich die Brustflossen zu breiten flügelartigen Fortbewegungsorganen entwickelt, mit denen sie gleichsam durch das Wasser „fliegen“. Die Flossenträger (Radialia) der Brustflossen stehen bis zu Spitze des Rostrums. Der Schwanz ist gedrungen bis peitschenartig und sehr schlank. Eine Schwanzflosse und eine einzelne Rückenflosse fehlen oder sind klein. Die meisten Arten besitzen auf der Schwanzoberseite einen oder mehrere lange, gesägte Giftstachel. Der Stachel ist eine modifizierte Placoidschuppe, ummantelt mit giftigen Gewebe und wird nur zur Verteidigung eingesetzt. Elektrische Organe fehlen immer. Die Haut ist nackt oder mit kleinen Placoidschuppen bedeckt. Die Nasenöffnungen stehen eng zusammen. Verglichen mit anderen Rochen besitzen die Stechrochenartigen große Gehirne. Stechrochenartige besitzen keine Rippen. Das Schulterblatt und der zusammengewachsene, vorn liegende Teil der Wirbelsäule sind über ein Kugelgelenk verbunden. Mit Ausnahme des Sechskiemen-Stachelrochens (Hexatrygon bickelli) besitzen alle Stechrochenartigen fünf Kiemenspalten auf jeder Seite. Sie sind ovovivipar.

## Systematik
Zu den Stechrochenartigen werden elf rezente Familien mit über 25 Gattungen und mehr als 210 Arten gezählt.
- Stechrochenartige (Myliobatiformes)
  - Tiefwasser-Stachelrochen (Plesiobatidae)
  - Rundstechrochen (Urolophidae)
  - Sechskiemen-Stachelrochen (Hexatrygonidae)
  - Stechrochen (Dasyatidae)
  - Süßwasserstechrochen (Potamotrygonidae)
  - Schmetterlingsrochen (Gymnuridae)
  - Amerikanische Rundstechrochen (Urotrygonidae)
  - Aetobatidae[2]
  - Myliobatidae
  - Teufelsrochen (Mobulidae)
  - Kuhnasenrochen (Rhinopteridae)
  - † Dasyomyliobatidae[3]
  - † Rhombodontidae[4]

Nach Nelson (2016) gehören auch noch die Dornrücken-Gitarrenrochen (Platyrhinidae), sowie die Familie Zanobatidae vorläufig weiterhin zu den Stechrochenartigen. Erstere sind wahrscheinlich die Schwestergruppe der  Zitterrochenartigen (Torpediniformes), während Zanobatus bei Naylor zusammen mit den Geigen- und Gitarrenrochen und den Sägerochen (Pristidae) die Ordnung Rhinopristiformes bildet.